# Nycterosea obruptata
Nycterosea obruptata är en fjärilsart som beskrevs av Walker 1863. Nycterosea obruptata ingår i släktet Nycterosea och familjen mätare. Inga underarter finns listade i Catalogue of Life.